# تشارلز ستايسي
تشارلز ستايسي (27 أبريل 1878 - 1950) (بالإنجليزية: Charles Stacey)‏ هو لاعب كريكت بريطاني (وحمل سابقاً جنسية المملكة المتحدة لبريطانيا العظمى وأيرلندا).